# Gaius Iulius Antiochianus
Gaius Iulius Antiochianus war ein im 2. Jahrhundert n. Chr. lebender Angehöriger des römischen Ritterstandes (eques).
Antiochianus stammte aus Samosata in Commagene. Durch ein Militärdiplom ist belegt, dass er im Jahr 138 n. Chr. Kommandeur der Cohors I Cisipadensium war, die zu diesem Zeitpunkt in der Provinz Thracia stationiert war. Die Leitung der Kohorte war wahrscheinlich sein erstes militärisches Kommando (militia prima).
Aufgrund seines Namens wird vermutet, dass er mit Gaius Iulius Antiochus Epiphanes Philopappus verwandt war.